# Pomezia Calcio 2010-2011
Questa voce raccoglie le informazioni riguardanti il Pomezia Calcio nelle competizioni ufficiali della stagione 2010-2011.

## Stagione
In questa stagione il Pomezia Calcio prende parte al suo primo torneo professionistico, grazie al ripescaggio ottenuto nella stagione precedente dalla Serie D, chiudendo con un prestigioso 7º posto finale. La squadra di Pomezia riesce a compiere risultati importanti contro società più quotate (da segnalare la vittoria contro l'Avellino per 3-1 tra le mura amiche al comunale di Via Varrone) lanciando inoltre molti giocatori giovani alla loro prima esperienza nella categoria. A fine stagione la società viene declassata al 18º posto in classifica e retrocede in Serie D, dopo un'indagine svolta dalla Lega, per aver presentato una fideiussione falsa e aver partecipato al campionato in modo irregolare sulla base di una documentazione non regolare presentata dai dirigenti del Pomezia, con a capo il noto imprenditore edile locale Raffaele Di Mario, nel giorno dell'iscrizione al campionato disputato. L'anno successivo non riesce ad iscriversi in Serie D per ulteriori problemi finanziari, costringendo la dirigenza ad iscrivere la squadra in Seconda Categoria, dove poi fallirà definitivamente l'anno successivo. Termina così la breve favola della squadra pontina.

## Sponsor
- Sponsor Tecnico Ufficiale: Adidas

## Rosa 2010-2011
| N. |                   | Ruolo | Calciatore          |
| -- | ----------------- | ----- | ------------------- |
|    | Italia (bandiera) | P     | Bruno Fiumanò       |
|    | Italia (bandiera) | P     | Claudio Scarzanella |
|    | Italia (bandiera) | D     | Danilo Piroli       |
|    | Italia (bandiera) | D     | Diego Conson        |
|    | Italia (bandiera) | D     | Massimo Demartis    |
|    | Iran (bandiera)   | D     | Alì Lolli           |
|    | Italia (bandiera) | D     | Riccardo Martorelli |
|    | Italia (bandiera) | D     | Francesco Colantoni |
|    | Italia (bandiera) | D     | Matteo D'Orazi      |
|    | Italia (bandiera) | D     | Giuseppe Nastasi    |
|    | Italia (bandiera) | D     | Emanuele Trobiani   |
|    | Italia (bandiera) | D     | Giacomo Antonelli   |
|    | Italia (bandiera) | C     | Andrea Marano       |
|    | Italia (bandiera) | C     | Mario Coppola       |
|    | Italia (bandiera) | C     | Giuseppe Polito     |

| N. |                     | Ruolo | Calciatore            |
| -- | ------------------- | ----- | --------------------- |
|    | Italia (bandiera)   | C     | Simone D'Ambrosio     |
|    | Italia (bandiera)   | C     | Andrea Constantini    |
|    | Italia (bandiera)   | C     | Daniele Proietti      |
|    | Italia (bandiera)   | C     | Alessio Fatati        |
|    | Italia (bandiera)   | C     | Marco Cesari          |
|    | Italia (bandiera)   | C     | Simone Mastromattei   |
|    | Italia (bandiera)   | A     | Francesco Costantini  |
|    | Italia (bandiera)   | A     | Daniele D'Orazio      |
|    | Italia (bandiera)   | A     | Loreto Macciocca      |
|    | Italia (bandiera)   | A     | Christian Ruscio      |
|    | Lettonia (bandiera) | A     | Daniils Ulimbaševs    |
|    | Italia (bandiera)   | A     | Ferdinando Campione   |
|    | Italia (bandiera)   | A     | Francesco Virdis      |
|    | Italia (bandiera)   | A     | Alessandro Morbidelli |
|    | Italia (bandiera)   | A     | Massimo Meacci        |